# ثيودور تومسن
ثيودور تومسن (بالألمانية: Theodor Thomsen)‏ هو ربان ‏ ألماني، ولد في 20 مارس 1904 في كيل في ألمانيا، وتوفي في 14 مايو 1982.

## وصلات خارجية
- ثيودور تومسن على موقع أوليمبيديا (الإنجليزية)